# Muhaqqaq

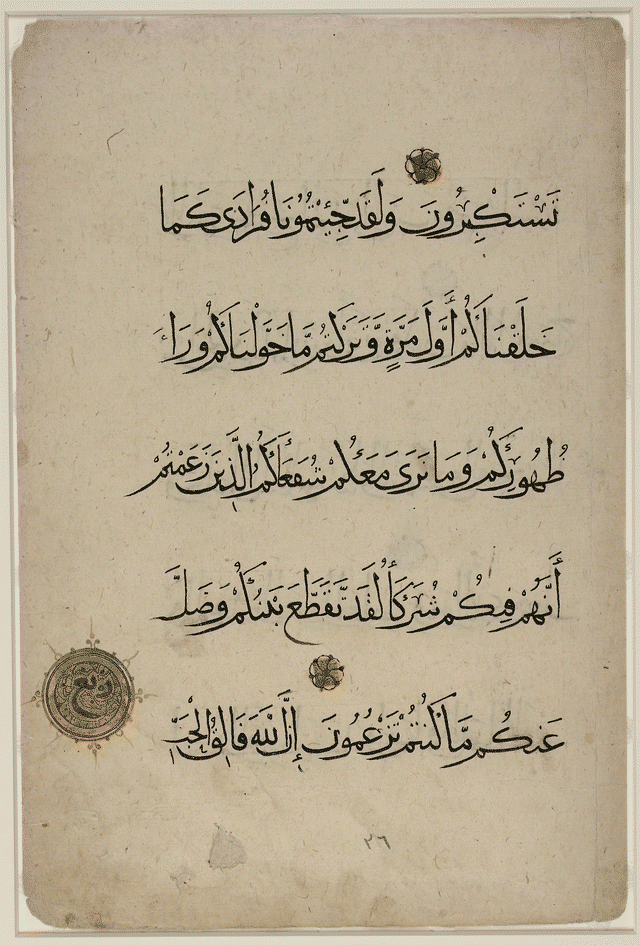
Pagina del Corano scritta in stile Muhaqqaq

Il Muhaqqaq è uno dei sei principali stili calligrafici per la lingua araba. La parola araba muḥaqqaq significa "consumato" o "chiaro", e in origine era utilizzato per indicare un qualsiasi elemento compiuto di calligrafia.
Spesso utilizzato per copiare maṣāḥif (singolare muṣḥaf, cioè fogli sciolti di Corano, testi), questo maestoso tipo di calligrafia era considerato uno dei più belli, nonché uno dei più difficili da eseguire. Lo stile ha visto il suo massimo utilizzo nell'epoca mamelucca (1250-1516/1517); nell'impero ottomano è stato gradualmente sostituito dal thuluth e dal naskh; dal XVIII secolo in poi il suo uso è stato in gran parte limitato ai basmala negli ḥilan.
Il primo riferimento al muḥaqqaq si trova scritto nel Kitab al-Fihrist di Ibn al-Nadim, e il termine è stato probabilmente in uso dall'inizio dell'epoca abbaside per indicare uno specifico stile di scrittura. Maestri calligrafi come Ibn Muqla e Ibn al-Bawwab hanno contribuito allo sviluppo di questo e di altri stili e definito le sue regole e standard nella calligrafia islamica.